# الكرسي (مسرحية)
 الكرسي  مسرحية مغربية من إنتاج عام 2019

## قصة المسرحية
تحكي مسرحية “الكرسي” عن ثلاث شخصيات يتميزن بالحرية حيث المساحة مفتوحة ولا وجود لحواجز، غير أنًّ ذلك لا يعني غياب مخاطر قد يكون مصدرها من الداخل وهو ما يتمثل في الصراع حول الزعامة والظفر بالكرسي، وخطر آت من الخارج نتيجة لتدخلات مغرضة لا يعرف مصدرها وذلك من أجل تأجيج الصراع ما يوفر مزيدا من الفرص لنجاحهن في البقاء وهو ما يفرض شروطا معينة في سلوك الشخصيات الثلاث زمان، وحياة، ودنيا، ليتقاطع مصيرهن مع مصير هذا الكرسي.